# Litanies des saints

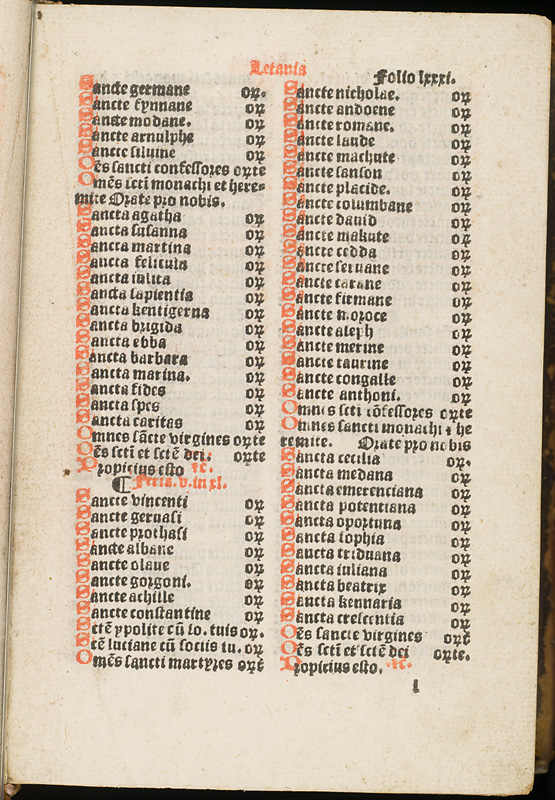
Les litanies des saints dans le bréviaire d'Aberdeen (1509) (noter le OpN pour « ora pro nobis »)

Les litanies des saints sont, dans la tradition chrétienne (principalement catholique et orthodoxe) une prière adressée à une série de saints demandant leur intercession auprès de Dieu: "priez pour nous". La prière a un caractère répétitif, les saints (et bienheureux) étant nommés l'un après l'autre. 
La liste de saints varie suivant les circonstances, les groupes ou les traditions locales. Elles commencent toujours par un Kyrie eleison et se terminent par une invocation.
Les litanies des saints furent récitées une première fois en 590, par injonction directe du pape Grégoire le Grand, lors d'une procession publique d'action de grâce. 

## Circonstances de leur récitation
Cette prière, de caractère privé ou psalmodiée en groupes restreints – particulièrement lors de processions religieuses –, est également reprise de manière solennelle lors de certaines célébrations liturgiques particulières. Elles sont chantées lors de la veillée pascale, des baptêmes, des ordinations et à la Toussaint (la fête de tous les saints !). Ces litanies peuvent être aussi prononcées avant une épreuve difficile, en cas d'angoisses ou en période de détresse, par exemple lors d'un cataclysme, une guerre ou une famine. Elles furent chantées, par exemple, lors des obsèques du pape Jean-Paul II en 2005 et du pape François en 2025.
Lors d'un conclave, la litanie des saints est chantée lors de la procession menant les cardinaux électeurs jusqu'à la chapelle Sixtine. Des saints supplémentaires ont été introduits dans la liste traditionnelle de 150 noms, correspondant à l'Église universelle, comme Abraham, Moïse, Élie, saint Maron du Liban, saint Frumence d'Aksoum, sainte Nino de Géorgie, saint Grégoire l'Illuminateur d'Arménie, saint Patrick d'Irlande, sainte Rose de Lima ou saint Pie X. Elle est suivie du Veni Creator Spiritus.
Très anciennes, elles furent d'abord utilisées dans la litanie septiforme de saint Grégoire le Grand et dans la procession de saint Mamert. L'ordre dans lequel les apôtres sont nommés correspond au canon de la messe, ce qui montre leur ancienneté.
Dans les Églises d'Orient, les litanies furent employées à l'époque de saint Basile le Grand et saint Grégoire le Thaumaturge.
Il existe d'autres litanies, comme les litanies de Lorette, les litanies de Saint-Joseph et les litanies du Sacré-Cœur. Les litanies sont aussi dites par l'exorciste au début du grand exorcisme. Alain Mius en a dénombré plusieurs centaines.

## Saints habituellement invoqués
Liste des saintes et des saints invoqués, par ordre alphabétique :
| - Saint Abraham - Saint Ambroise de Milan - Saint André - Sainte Anne - Saint Antoine d'Égypte - Saint Antoine de Padoue - Saint Athanase d’Alexandrie - Saint Augustin - Saint Barnabé - Saint Basile le Grand - Saint Benoît - Saint Bernard - Sainte Bernadette Soubirous - Sainte Blandine - Saint Cyprien de Carthage - Saint David - Saint Dominique - Saint Élie - Saint Élisée - Sainte Élisabeth de Hongrie | - Saint Étienne - Sainte Félicité - Saint François de Sales - Saint François Xavier - Saint Gabriel - Saint Grégoire de Nazianze - Saint Grégoire le Grand - Saint Hilaire de Poitiers - Saint Ignace d'Antioche - Saint Ignace de Loyola - Saint Irénée de Lyon - Saint Isaac - Saint Isaïe - Saint Jacob - Saint Jacques - Saint Jean - Saint Jean XXIII - Saint Jean Paul II - Saint Jean-Baptiste - Saint Jean Bosco - Saint Jean de la Croix - Saint Jean-Marie Vianney | - Sainte Jeanne d'Arc - Saint Jérémie - Saint Jérôme - Saint Joseph - Saint Laurent - Saint Léon le Grand - Saint Louis de France - Saint Luc - Saint Marc - Sainte Maria Goretti - Sainte Marie-Madeleine - Sainte Marie - Saint Matthieu - Saint Maximilien Kolbe - Saint Michel - Sainte Monique - Saint Nicolas de Flüe - Sainte Perpétue - Saint Pie X - Saint Paul - Saint Pierre | - Saint Polycarpe de Smyrne - Saint Pothin - Saint Raphaël - Sainte Rose de Lima - Saint Stanislas de Szczepanów - Sainte Thérèse d'Avila - Sainte Thérèse de l'Enfant Jésus - Saint Thomas - Saint Thomas d'Aquin - Saint Thomas Becket - Saint Thomas More - Saint Vincent de Paul |

### Texte ancien
- Breviarum Romanum cum Psalterio proprio et officiis sanctorum ad usum cleri Basilicæ Vaticanæ Clementis X, Sebastianus Mabre-Cramosy, Paris 1674
- version officielle du Vatican selon le rite tridentin (rite romain) [lire en ligne]
- Ordo commendationis animæ (une sorte de litanies recommandées pour l'âme qui va partir (mourir)) [lire en ligne]

### Notice
- Cathen